# Gesa Schwartz
Gesa Schwartz (* 17. Juli 1980 in Stade) ist eine deutsche Schriftstellerin.

## Leben
Gesa Schwartz wurde 1980 in Stade geboren.  Sie studierte Deutsche Philologie, Philosophie und Deutsch als Fremdsprache. Nach ihrem Abschluss begab sie sich auf eine einjährige Reise durch Europa auf den Spuren der alten Geschichtenerzähler. Mit ihrer Grim-Reihe gelang ihr der Durchbruch. Für ihr Debüt »Grim. Das Siegel des Feuers« erhielt sie den Deutschen Phantastik Preis in der Sparte Bestes deutschsprachiges Romandebüt. Seither wurden ihre Bücher mehrfach ausgezeichnet und in viele Sprachen übersetzt.
Gesa Schwartz lebt mit ihrer Familie in Hamburg.

## Werke

### Romane

#### Grim-Reihe
- Grim. Das Siegel des Feuers. Egmont Lyx Verlag, Köln 2010, ISBN 978-3-8025-8303-2.
- Grim. Das Erbe der Lichts. Egmont Lyx Verlag, Köln 2011, ISBN 978-3-8025-8304-9.
- Grim. Die Flamme der Nacht. Egmont Lyx Verlag, Köln 2012, ISBN 978-3-8025-8460-2.

#### Die Chroniken der Schattenwelt
- Die Chroniken der Schattenwelt. Nephilim. Egmont Lyx Verlag, Köln 2011, ISBN 978-3-8025-8457-2.
- Die Chroniken der Schattenwelt. Angelos. Egmont Lyx Verlag, Köln 2012, ISBN 978-3-8025-8458-9.
- Die Chroniken der Schattenwelt. Daimon.  Egmont Lyx Verlag, Köln 2014, ISBN 978-3-8025-8459-6.

#### Ella Löwenstein-Reihe
- Ella Löwenstein – Eine Welt voller Wunder (Die Ella-Löwenstein-Reihe, Band 1). cbj Verlag, München 2021, ISBN
- Ella Löwenstein – Ein Meer aus Magie (Die Ella-Löwenstein-Reihe, Band 2). cbj Verlag, München 2021, ISBN 978-3570-17702-0.
- Ella Löwenstein – Ein Wald der Wünsche (Die Ella-Löwenstein-Reihe, Band 3). cbj Verlag, München 2022, ISBN 978-3-570-17703-7.
- Ella Löwenstein – Ein Fluss der Fantasie (Die Ella-Löwenstein-Reihe, Band 4). cbj Verlag, München 2023, ISBN 978-3-570-18071-6.
- Ella Löwenstein – Ein Feenreich aus Farben (Die Ella-Löwenstein-Reihe, Band 5). cbj Verlag, München 2023, ISBN 978-3-570-18116-4.

#### Weitere Romane
- Nacht ohne Sterne. cbt Verlag, München 2015, ISBN 978-3-570-16320-7.
- Ära der Drachen. Schattenreiter. Egmont Lyx Verlag, Köln 2016, ISBN 978-3-7363-0186-3.
- Herz aus Nacht und Scherben. cbt Verlag, München 2016, ISBN 978-3-570-16450-1.
- Scherben der Dunkelheit. cbt Verlag, München 2017, ISBN 978-3-570-16485-3.
- Emily Bones: Die Stadt der Geister. Planet! in der Thienemann-Esslinger Verlag GmbH, 2018.  ISBN 978-3522-50565-9.
- Ophelia Nachtgesang: Die Dunkle Fee. Planet! in der Thienemann-Esslinger Verlag GmbH, ISBN 978-3522-50696-0.
- Clans of Ninja Rats – Kämpfer des Feuers. cbj Verlag, München 2023, ISBN 978-3570-17820-1.

### Anthologien
- 2010: Die Köche: Biss zum Mittagessen. Ulrich Burger Verlag, ISBN 978-3-9812-8464-5.
- 2011: Stille Nacht: Magische Liebesgeschichten. Rowohlt Taschenbuch Verlag,  ISBN 978-3499-21626-8.
- 2012: Große Geschichten vom kleinen Volk. Bastei-Lübbe Verlag,  ISBN 978-3404-20705-3.
- 2012: Frostzauber: Magische Liebesgeschichten. Rowohlt Taschenbuch Verlag,  ISBN 978-3499-21664-0.
- 2013: Liebe Leiche ...: Mörderische Geschichten. Rowohlt Taschenbuch Verlag,  ISBN 978-3499-21197-3.
- 2017: Geisterstunde: Acht gruselige Spukgeschichten.  Planet! in der Thienemann-Esslinger Verlag GmbH,  ISBN 978-3522-50561-1.
- 2021: So schön ist die Welt ...: Geschichten über die Wunder unserer Natur. Penguin Junior, ISBN 978-3328-30016-8

### Sonstiges
- 2017: FaRK Trek: Episode 1. Papierverzierer Verlag, ISBN 978-3959-62017-8.

## Preise und Auszeichnungen
- 2011: Deutscher Phantastik Preis
- 2019: Ulmer Unke[2]